# Niwelacja oceanograficzna
Niwelacja oceanograficzna – metoda polegająca na wyznaczaniu różnic wysokości reperów osadzonych na nadbrzeżach na podstawie rejestrowania poziomu swobodnego zwierciadła wody w akwenie. Przy analizowaniu zmian poziomu zwierciadła wody na podstawie ilościowego  szacowanie przyczyn je wywołujących mamy do czynienia z metodą dynamiczną. Istnieje również metoda kinematyczna, polegająca na rejestrowaniu i analizowaniu zmian poziomów wody w akwenie i wpływu na te zmiany różnorodnych przyczyn bez ich ilościowego szacowania.
Niwelacja oceanograficzna ma duże znaczenie praktyczne. Wykorzystuje się ją przy określaniu różnic wysokości między lądami rozdzielonymi wodą. Przy dogodnych warunkach meteorologicznych w sytuacji gdy odległości są niewielkie lub gdy mamy do czynienia ze zbiornikami osłoniętymi, dokonuje się odczytów bezpośrednio na łatach. W tym przypadku wykonuje się serie odczytów lub rejestracji układu zwierciadła wody w paru punktach. Aby uzyskać większe dokładności pomiary powtarza się w porze ciepłej i chłodnej roku, przy różnej gęstości wody zmieniającej się wraz ze zmianą jej temperatury. W przypadku znacznej odległości między obiektami niwelowanymi oraz zbiorników o znacznych zmianach zasolenia i temperatury wody stosuje się metody bardzo skomplikowane, oparte na danych wieloletnich oraz przeprowadzonych eksperymentalnych ekspedycjach.
Czynnikami wpływającymi na zmianę objętości zbiornika wodnego, a co za tym idzie zmianę układu jej powierzchni są zamiany gęstości wody oraz zmiany powstałe pod wpływem czynników dynamicznych np. wiatru są krótkotrwałe. Wielkości tych zmian dają odchylenia dodatnie i ujemne w odniesieniu do średniego poziomu. Nie mają one wpływu na bilans zmian długookresowych. Metoda oparta na obliczeniach zmian gęstości wody ma również znaczenie dla wprowadzenia współczynników redukcyjnych do pomiarów areograficznych, dokonywanych systematycznie w wodzie o różnej gęstości. Gęstość wody morskiej zależy od temperatury, zasolenia i ciśnienia.